# Dawsons Brook
Dawsons Brook (auch Dawson’s Brook genannt) ist ein kleiner Fluss im Morris County im US-Bundesstaat New Jersey. Er entspringt etwa 1,2 Kilometer östlich von Ironia. Er fließt anschließend in südwestliche Richtung, wo er nach kurzer Distanz das Buttermilk Falls Natural Area durchläuft. Er mündet etwa 500 Meter außerhalb des Naturschutzgebiets in den Burnett Brook. Die Höhe über dem Meeresspiegel beträgt 216 Meter und sein Einzugsgebiet 2,69 Quadratkilometer.